# Peter Gottlandt Rodelstedt

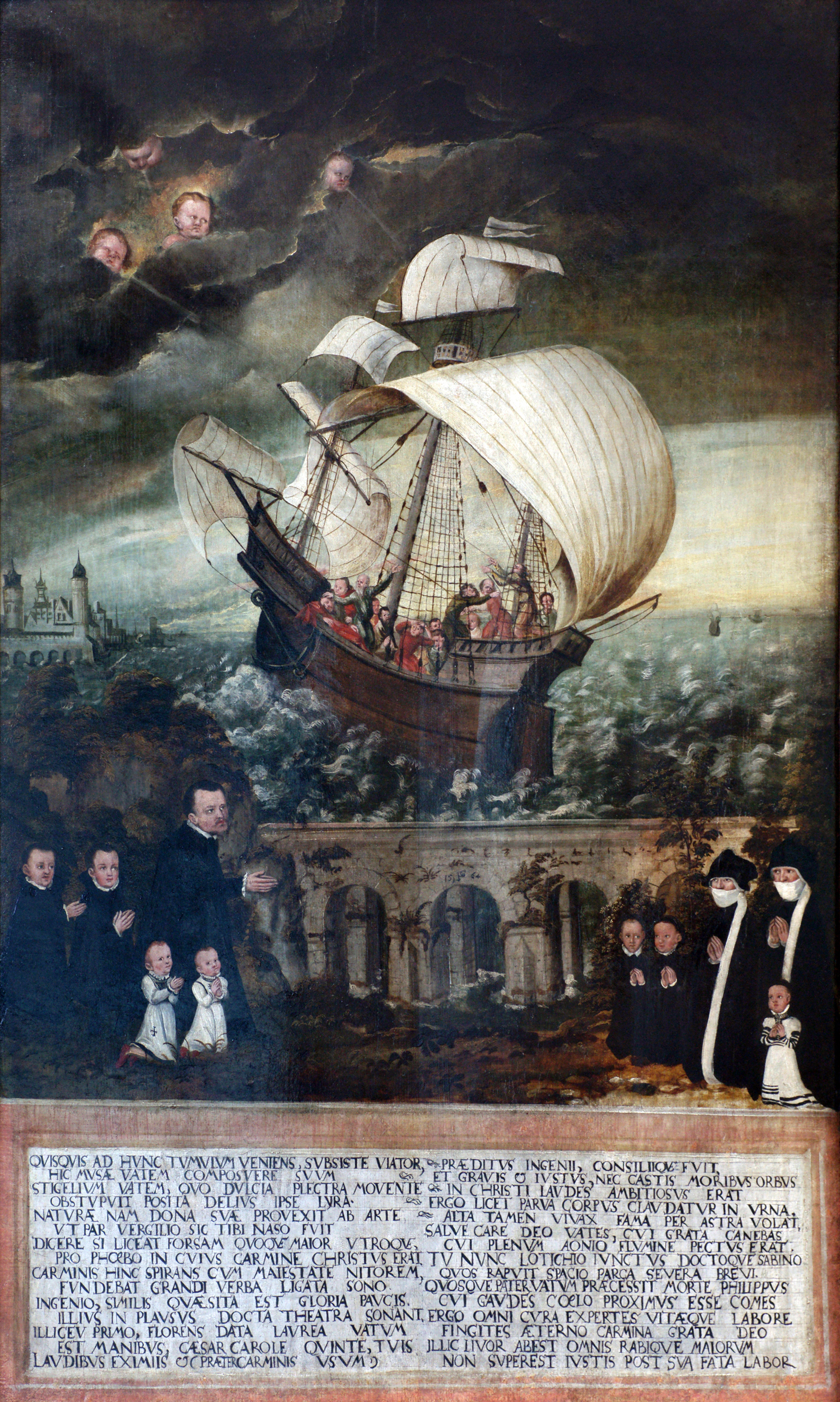
Epitaph für Johann Stigel (1564)

Peter Gottlandt Rodelstedt, eigentlich Peter Rodelstedt aus Gottlandt; auch Peter Rodelstedt, Peter Rodelstet, Peter Rodelstet, gen. Gottland, Peter Gottlandt oder Peter der Maler (nachweisbar 1548 bis 1572 in Sachsen) war ein deutscher Maler, Kupferstecher und Formschneider. Er stammte vermutlich von der Insel Gotland in Schweden.
Er war ein Schüler von Lucas Cranach d. Ä. und eine Zeit lang in dessen Werkstatt tätig. Er war (wohl seit 1549) mit einer Frau verheiratet, die verwitwet war, und im Jahr 1569 verstarb. Für die Ausstattung der Hochzeit hatte der Maler am 8. Oktober 1549 den Kurfürsten Johann Friedrich um Unterstützung gebeten, die er eigenhändig mit „Peter Roddelstet Maler aus Gottlandt“ unterzeichnete. 1553 ernannte ihn Johann Friedrich zu seinem Hofmaler und damit zum Nachfolger Cranachs. Von ihm sind eine Reihe von Drucken mit Porträts sächsischer Herzöge und reformatorischer Darstellungen erhalten. Darüber hinaus werden ihm einige wenige Gemälde zugewiesen, die stilistisch der Cranach-Schule nahestehen.
Neben der Malerei betätigte er sich auch als Kupferstecher. Er schuf eine Allegorie nach Cranach aus dem alten und neuen Testament. Von ihm sind zwölf Kupferstiche erhalten, die äußerst selten zu finden sind.